# 显生宙
显生宙（英語：Phanerozoic），或稱顯生元、顯生代，是地球地质历史上最晚的一个宙，上承元古宙。显生宙从5.41亿年前延续至今，下分为古生代、中生代和新生代三个代，共十二个纪。
显生宙是复杂多细胞生物（特别是有主动移动性的动物和创造了地表土壤圈的植物）大量出现并多样化的地质时期，特别是矿化组织的演化开始在地层中留下实体化石，使得后世人类研究史前生物变得有迹可循，以至于很长一段时间古生物学界曾一致认为生命史仅始于显生宙，因而得名。而早于显生宙的那些没有或者很難見到实体化石的時代統稱為隐生宙（与“显生”对应）或“前寒武紀”时期（称呼源自显生宙最先出现演化辐射的第一个纪——寒武纪）。

## 詞源
显生宙在英文里的称呼“Phanerozoic”是由源自古希腊语的词根phanerós（意为“可看见的”）和zōḗ（意为“生命”）进行造词组成，最早由美国地质学家乔治•查德维克（George Halcott Chadwick，1876~1953）在1930年提出。当时因为化石记录和考古年代测定技术的限制，学术界普遍认为地球上的生命全部是在寒武纪大爆发中才开始“显现”，因而得名。
这种认为生命史始于寒武纪的观念曾如此根深蒂固，以至于一些前寒武纪化石（主要是模铸化石和遗迹化石）也被武断判定为非化石或是寒武纪以后的生物。而随着放射性碳定年法和分子遗传学技术的进步和普及应用，现今大量源自元古宙埃迪卡拉纪阿瓦隆大爆发的前寒武纪生物群的化石已被正式鉴定，学界也达成普遍共识认为以扁盘动物和原始海绵为代表的复杂生命至少在拉伸纪就已经存在，而已知最古老的生命（形成后世层叠石的原核菌毯）则最晚在35亿年前的古太古代就已经在海底热泉附近的海床上形成，最早甚至可追溯到海洋刚形成后不久的始太古代。因此“显生宙”是个历史残留的称呼，仅局限于描述实体化石在地层中的大量出现。

#### 志留紀

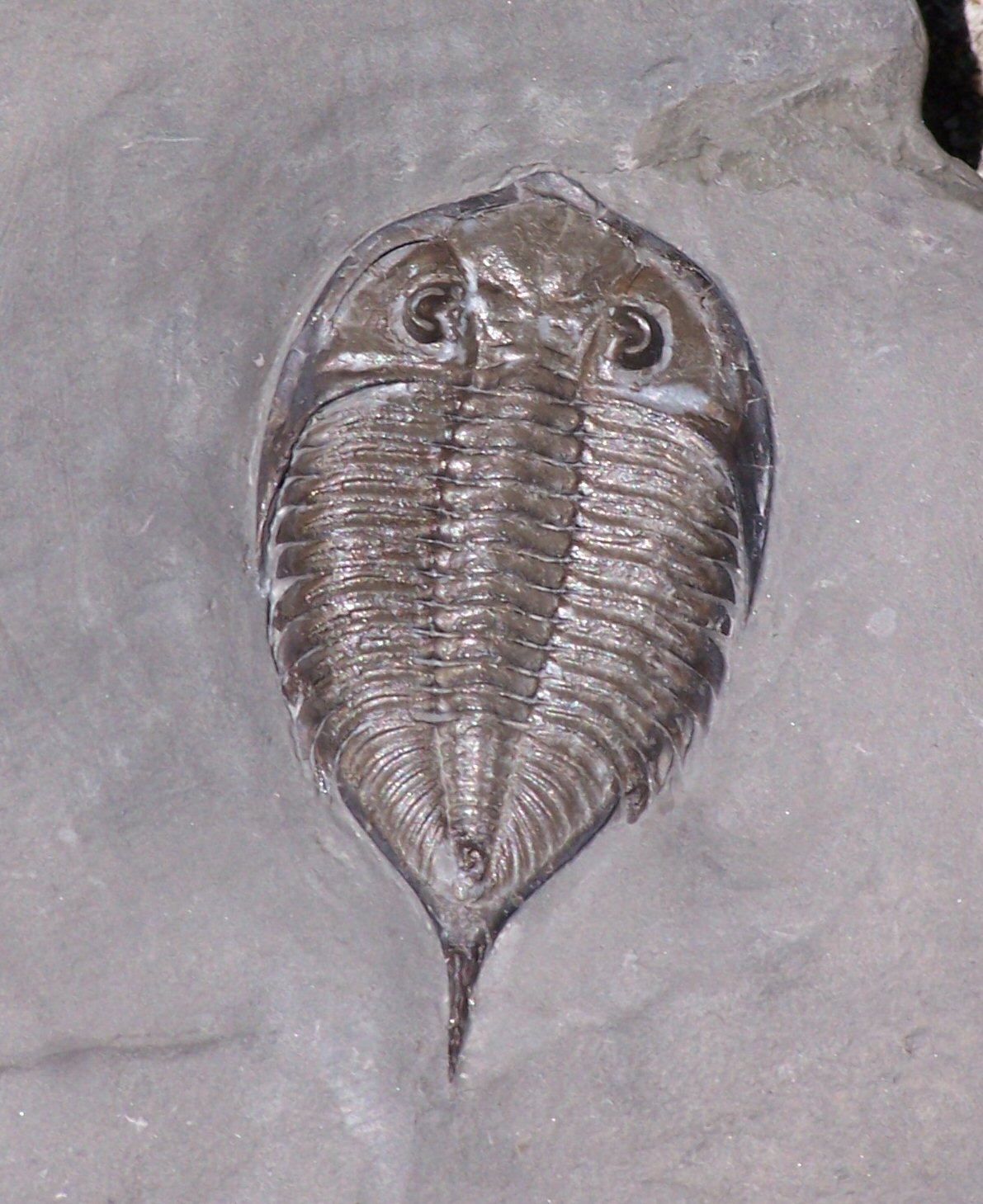
達爾曼蟲，一種志留紀三葉蟲

#### 泥盆紀

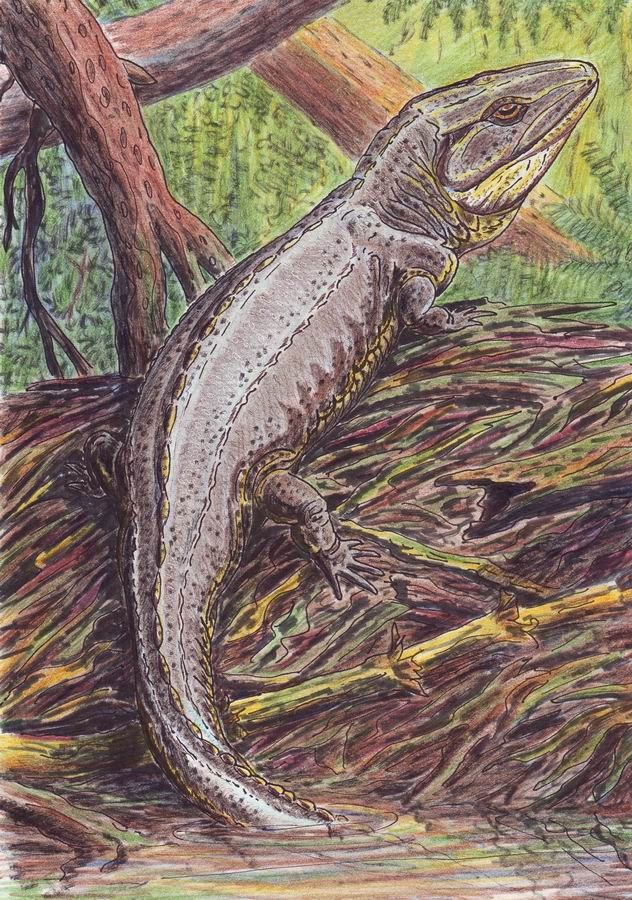
原水蠍螈，石炭紀兩棲動物（非羊膜四足動物）

#### 二疊紀

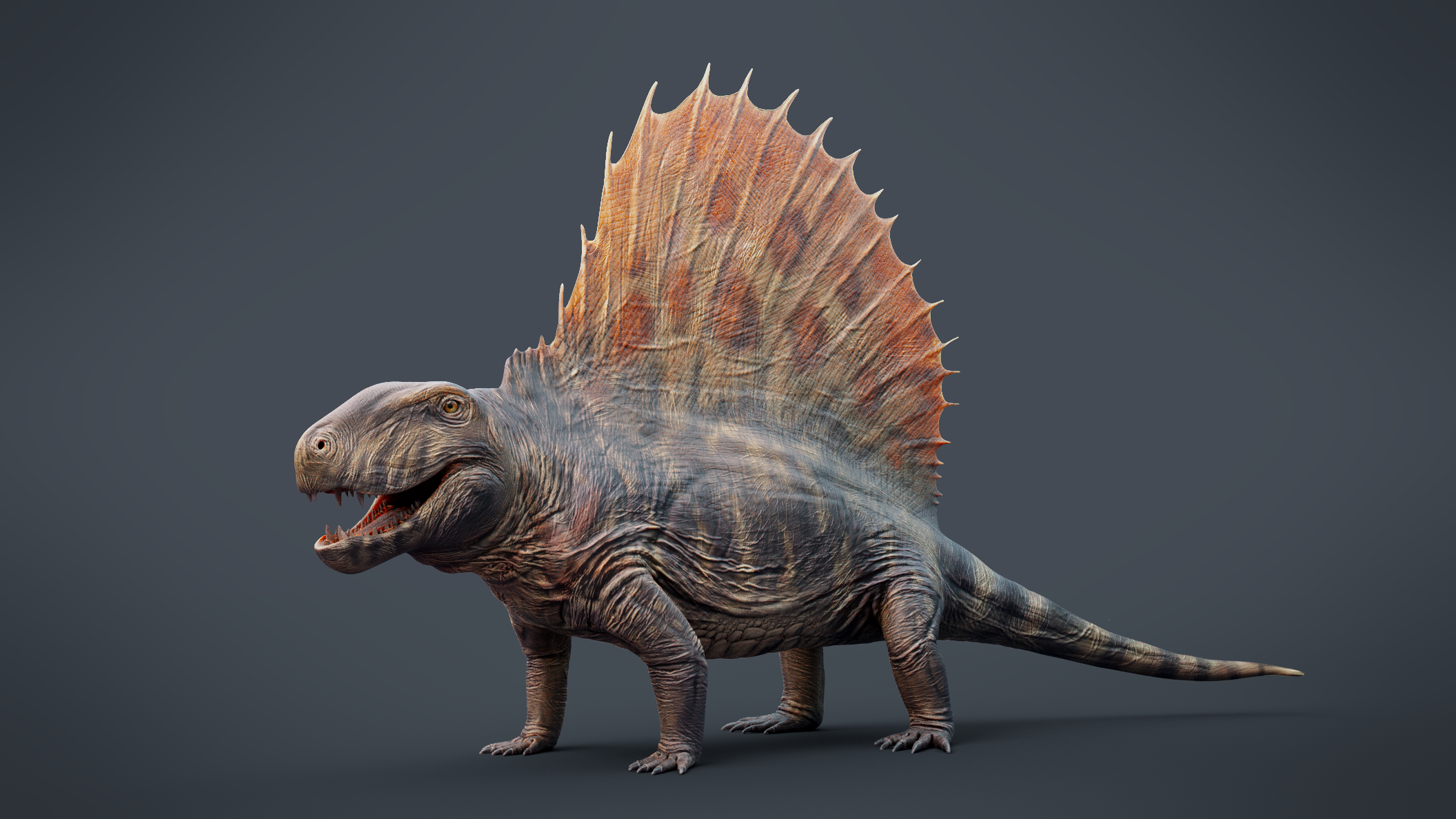
異齒龍，二疊紀早期的合弓綱動物

#### 三疊紀

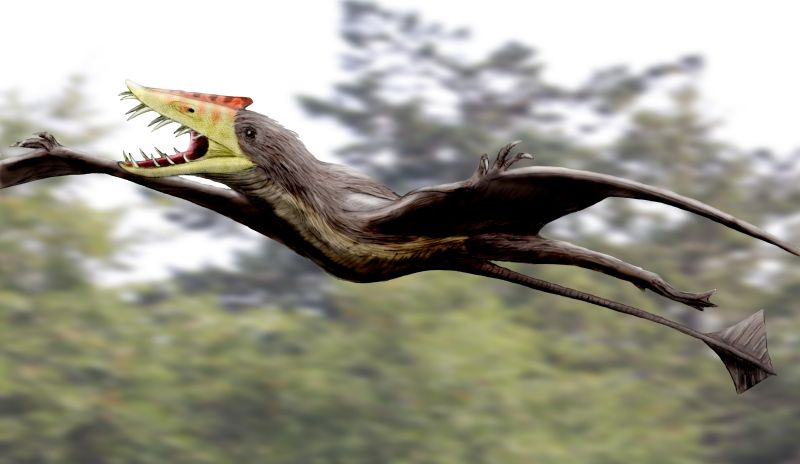
絲綢翼龍，翼龍